# Robert John Lechmere Guppy
Robert John Lechmere Guppy (ur. 15 sierpnia 1836 roku w Londynie, zm. 5 sierpnia 1916 w San Fernando, Trynidad i Tobago) – brytyjski przyrodniki, od którego pochodzi nazwa gupika. Wniósł ogromny wkład w geologię, paleontologię i zoologię regionu Indii Zachodnich, w szczególności Trynidadu.

## Życiorys
Był jednym z czwórki dzieci Roberta Guppy, prawnika i Amelii Parkinson. Dorastał u dziadków w trzynastowiecznym normańskim zamku w Hereford. W wieku 18 lat opuścił Wielką Brytanię i udał się do wybrzeży Nowej Zelandii. W 1866 roku w wodach Trynidadu odkrył gupika pawie oczko (Poecilia reticulata).